# Julius Weidtmann
Julius Weidtmann (* 1821 in Neuwied; † 23. November 1896 in Dortmund) war ein deutscher Ingenieur, Unternehmer und Eisenbahnfachmann. 

## Leben
Julius Weidtmann besuchte bis 1836 die Realschule 1. Ordnung in Köln. Danach studierte er bis 1839 am Königlichen Gewerbe-Institut und begann im Alter von 17 Jahren seine Ingenieurlaufbahn bei der Hamburg-Magdeburger Dampfschifffahrtsgesellschaft. Ein Stipendium ermöglichte ihm einen Englandaufenthalt, wo er von 1842 bis 1844 für das Unternehmen John Penn and Sons in Greenwich tätig war. 1845 trat er als Leiter des Maschinenwesens in den Dienst der Köln-Mindener Eisenbahn-Gesellschaft. 1848 übersiedelte er als Leiter der von ihm eingerichteten Hauptwerkstätten nach Dortmund. 1853 wurde er mit vier weiteren Fachleuten vom preußischen Ministerium mit der Aufstellung von Grundsätzen für den Bau von Lokomotiven beauftragt. In Dortmund wurden von 1857 bis 1859 unter Leitung Weidtmanns die Eisenteile für die Kölner Dombrücke gebaut. 1872 gründete er zusammen mit August Julius Albert Borsig und Louis Baare in Dortmund die Maschinenfabrik Deutschland. 1882 trat er in den Ruhestand. Er starb im November 1896 im Alter von 75 Jahren.
Julius Weidtmann führte die ersten englischen Präzisionsmaschinen zur Herstellung von Löchern und Bolzen in Deutschland ein. Er war maßgeblich am Bau einer Schnellzuglokomotive beteiligt und konstruierte Manometer und Geschwindigkeitsmessgeräte. Darüber hinaus machte er sich für günstige Tarife im Transportverkehr stark. Bereits 1860 hatte er die Schrift Billige Frachten auf Eisenbahnen verfasst.
Julius Weidtmann war seit 1865 Mitglied des Vereins Deutscher Ingenieure (VDI) und langjähriger Vorsitzender des Westfälischen Bezirksvereins des VDI.